# Postgeschichte und Briefmarken von Athos
Dieser Artikel gibt eine Übersicht zur Postgeschichte und den Briefmarken des autonomen Gebietes Athos. Bis zur Eingliederung der Mönchsrepublik in Griechenland nach dem Ersten Balkankrieg 1913 besorgten das Osmanische Reich sowie zwei russische Auslandspostämter den Postverkehr für dieses Gebiet. Von 2008 bis 2017 bestand eine vom griechischen Postdienst autonome Post mit eigenen Briefmarkenausgaben auf dem Athos.

## Aufdruckausgabe der Post im Osmanischen Reich

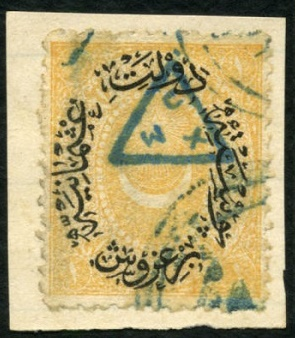
Briefmarke der osmanischen Post mit Aufdruck, ca. 1880

Spätestens seit 1868 bestand ein osmanisches Postamt in Karyes, das zunächst die Briefmarken des Osmanischen Reiches verwendete und diese mit einem Ringstempel mit der arabischen Inschrift AYNAROS (für Hagion Oros, dt. Heiliger Berg) entwertete. Etwa um 1870 wurde ein zweites Postamt in Dafni eröffnet. In der zweiten Jahreshälfte 1880 kamen Briefmarken mit einem blau aufgedruckten Dreieck und den griechischen Buchstaben Σ Χ Π in den Ecken zur Verwendung. Diese Aufdrucke waren notwendig geworden, weil Briefmarken in Athos in Goldwährung verkauft wurden und es zum Schmuggel von osmanischen Briefmarken in billiger Papierwährung gekommen war. Um den Schmuggel zu unterbinden, waren nur die Marken mit lokal hergestellten Aufdrucken des Dreiecks mit den Initialen des Postagenten Sotirios Chatzi Petropoulos gültig.
Ab 1892 wurden zweisprachige Stempel mit arabischer und lateinischer Schrift eingesetzt, wobei in Karyes die Inschrift MONT-ATHOS verwendet wurde und in Dafni die Bezeichnung DAFNI (ECHELLE).
Am 2. November 1912 landeten griechische Truppen in Dafni und das osmanische Postamt wurde nach der Kapitulation der osmanischen Garnison geschlossen.

## Athos unter griechischer Administration
Unmittelbar nach der griechischen Besetzung im November 1912 wurde die Post von der griechischen Marine betrieben, danach entstand zunächst im Zollgebäude von Dafni ein griechisches Postamt, etwas später auch ein Postamt in Karyes. Wie in allen Postämtern in den nach den Balkankriegen neu erworbenen Territorien wurden etwa bis 1915 griechische Marken der Ausgaben von 1912 und 1913 mit dem Aufdruck ΕΛΛΗΙΝΙΚΗ ΔΙΟΙΚΗΣΙΣ (ELLINIKI DIIKISIS ‚Griechische Verwaltung‘) verwendet. Danach benutzte die griechische Post auf Athos die jeweiligen Briefmarken Griechenlands ohne besondere Kennzeichen bis 2008.

## Russische Postämter und Briefmarken

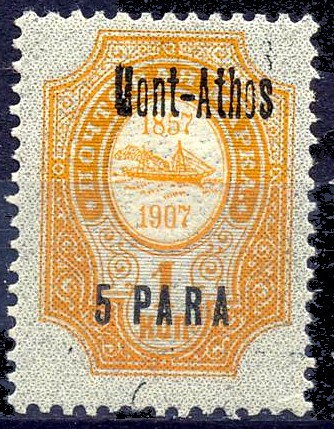
Briefmarke der РОПиТ für Berg Athos

In den letzten Jahren des 19. Jahrhunderts wurde ein kaiserlich russisches Postamt in Karyes eröffnet, allerdings legten russische Schiffe schon seit 1857 in Dafni an und tauschten Post aus. Eine russische Seepostagentur mit einem Stempel bestand seit 1870. Wie bei allen russischen Postämtern im Osmanischen Reich wurde eine spezielle Briefmarkenserie der Russischen Gesellschaft für Dampfschifffahrt und Handel (РОПиТ) für die sogenannte Levante verwendet. Eine Serie, die den Aufdruck Mont-Athos erhielt und eine Wertangabe in Para und Piaster aufweist, erschien in den Jahren 1909/1910, eine weitere, aus sieben Werten bestehende Serie ist kyrillisch überdruckt (С[ТАРЬIЙ] АФОНЬ), trägt aber Wertangaben in lateinischer Schrift.
Nach dem Ersten Balkankrieg setzte sich das Russische Kaiserreich dafür ein, Athos in ein internationales Territorium umzuwandeln, was den Interessen Griechenlands widersprach. Die Schließung der russischen Postämter erfolgte 1917 während der russischen Revolution.

## Geplante alliierte Ausgabe während des Ersten Weltkriegs
Im Winter 1915–1916 zogen die Alliierten Streitkräfte die Besetzung des Berges Athos in Erwägung. Um weiterhin einen Postdienst aufrechtzuerhalten, bereiteten sie eine Briefmarkenausgabe für die Mönchsgemeinschaft vor, die am 25. Januar 1916 ausgegeben werden sollte.

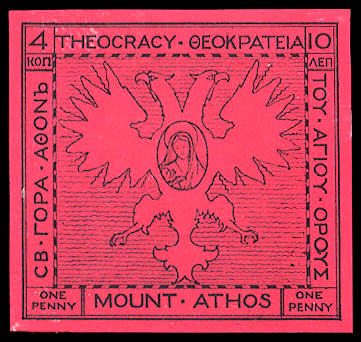
Essay von Harry Pirie-Gordon

Diese Marken wurden von Harry Pirie-Gordon entworfen und in 12er-Bögen (3 Reihen zu je 4 Marken) an Bord des Flugzeugträgers Ark Royal gedruckt. Es entstanden sechs Wertstufen von ½ Penny bis zum Höchstwert von einem Shilling, die alle schwarz auf verschiedenfarbigen Papieren gedruckt wurden.
Das Design dieser Marken war quadratisch mit dem Namen MOUNT ATHOS in verschiedenen Schreibweisen entlang der Seiten: Englisch am unteren Rand, links Russisch und rechts in Griechisch. Der obere Rand war mit THEOCRACY - ΘΕΟΚΡΑΤΕΙΑ beschriftet. Die Wertstufe erscheint in allen vier Ecken, Englisch in den beiden unteren Ecken, griechische Lepta oben rechts und russische Kopeken oben links. Das zentrale Motiv ist ein doppelköpfiger Adler mit einem Medaillon auf der Brust, das die Gottesmutter mit dem Jesuskind zeigt.
Die Marken wurden nie ausgegeben und sind mehrheitlich offiziell vernichtet worden, nur wenige Exemplare gelangten in den Handel. Sie fallen in die Kategorie vorbereiteter aber nicht ausgegebener Briefmarken.

## Griechische Aufdrucke von 1916

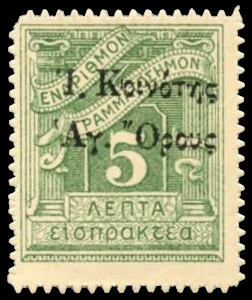
Vorbereitete, aber nicht ausgegebene Portomarke der griechischen Post für Berg Athos, 1916

Aus politischen Gründen überdruckte die griechische Regierung 1916 sowohl Briefmarken der Ausgaben 1912 und 1913 als auch Ganzsachen mit dem zweizeiligen Schriftzug Ι. Κοινότης Αγ. Όρους (‚Heilige Gemeinschaft des Heiligen Berges‘). Die Marken wurden jedoch nicht ausgeliefert, weil durch die Oktoberrevolution der russische Druck Athos zu internationalisieren entfallen war. Die fertigen Marken kamen zunächst ins Archiv, einige Werte wurden allerdings versehentlich an Postämter in andere Teile Griechenlands geliefert und dort aufgebraucht, daher kommen gestempelte Marken vor. Die archivierten Bestände wurden 1931 verbrannt.

## Ausgaben der autonomen Postverwaltung 2008–2017
Gemäß einem Abkommen zwischen der griechischen Post und der Ierá Koinótita Agíou Órous (Ιερά Κοινότητα Αγίου Όρους Heilige Gemeinschaft des Heiligen Berges, dem „Parlament“ von Athos) vom Mai 2008 wurden für die beiden Postämter im Hauptort Karyes und dem Hafen Dafni eigene Briefmarken ausgegeben. Diese Marken wurden vom Weltpostverein anerkannt und sind im internationalen Postverkehr gültig. Seit 2017 wurden keine neuen Briefmarken mehr ausgegeben.